# Фроммельт, Пауль
Па́уль Фро́ммельт (нем. Paul Frommelt; род. 9 августа 1957, Шан) — лихтенштейнский горнолыжник, призёр олимпийских игр и чемпионата мира в слаломе. Кавалер Золотого лаврового листа (2008).
Младший брат лихтенштейнского горнолыжника Вилли Фроммельта и игрока в настольный теннис Петера Фроммельта, сын лыжника Кристофа Фроммельта.
Пауль Фроммельт родился в 1957 году в Шане. В 1978 году в Гармиш-Партенкирхене выиграл бронзу в слаломе, через 10 лет на зимней Олимпиаде в Калгари добился такого же успеха.
За карьеру выиграл 4 этапа Кубка мира, все — в слаломе. Четырёхкратный чемпион Швейцарии в слаломе (1977, 1979, 1987, 1990).